# Woszczynka różowawa
Woszczynka różowawa (Ceriporia excelsa Parmasto) – gatunek grzybów z rzędu żagwiowców (Polyporales).

## Systematyka
Pozycja w klasyfikacji według Index Fungorum: Ceriporia, Irpicaceae, Polyporales, Incertae sedis, Agaricomycetes, Agaricomycotina, Basidiomycota, Fungi.
Po raz pierwszy opisał go w roku 1959 Erast Parmasto. Stanisław Domański w 1999 r. nadał mu polską nazwę woszczynka piękna, Władysław Wojewoda w 1999 r. zmienił ją na woszczynka różowawa.

## Morfologia
Owocnik
Jednoroczny, rozpostarty, miękki, dający się oddzielić od podłoża. Sterylny brzeg wąski. Powierzchnia o barwie od białej do różowawo brązowej lub purpurowej, pajęczynowata lub kłaczkowata. Pory różowe do czerwonawo-pomarańczowych, okrągłe do kanciastych, 2–3 na mm, z grubymi szczecinkami, które z wiekiem stają się cienkie i przebijają rurki. Rurki tworzą pojedyncze zagłębienia, później łączące się. Subikulum białe lub różowawe do jasnobrązowego, miękkie, strefowane, o grubości do 1 mm. Warstwa rurek ma grubość do 0,5 m i jest tej samej barwy co subikulum.
Cechy mikroskopowe
System strzępkowy monomityczny. Strzępki w subikulum szkliste, cienkościenne do lekko grubościennych, przeważnie proste, septowane, lekko nabrzmiałe przy przegrodach i często z krętymi rozgałęzieniami, rzadko z pojedynczymi, podwójnymi lub wieloma sprzążkami, o średnicy 5–15 µm. Strzępki tramy proste, septowane, o średnicy 3–4,5 µm. Brak cystyd i innych sterylnych elementów hymenium. Podstawki maczugowate, 4-sterygmowe, 14–16 × 4–6 µm z prostą przegrodą u podstawy. Bazydiospory podłużne do krótko-cylindrycznych, szkliste, gładkie, nieamyloidalne, 3,5–5 × 2–2,5 um.
Gatunki podobne
Owocniki tego gatunku wykazują duże zróżnicowanie w barwie od białoszarej do czerwono-pomarańczowej. Istnieje kilka podobnych gatunków Ceriporia.

## Występowanie i siedlisko
Woszczynka różowawa występuje w Ameryce Północnej, Azji i Australii. Najwięcej stanowisk podano w Europie. W Polsce w. Wojewoda w 2003 r. przytoczył 3 jej stanowiska, w tym dwa dawne. Bardziej aktualne i dość liczne stanowiska podaje internetowy atlas grzybów. Znajduje się na Czerwonej liście roślin i grzybów Polski. Ma status V– gatunek zagrożony wymarciem, który w najbliższej przyszłości przesunie się do grupy wymierających, jeśli nadal będą działać czynniki zagrożenia.
Nadrzewny grzyb saprotroficzny. Występuje na martwym drewnie w lesie. Występuje głównie na drzewach i krzewach liściastych, takich jak brzoza, buk, jesion, wierzba, kalina, ale notowany też na świerku. Powoduje białą zgniliznę drewna.